# Quatuor (série télévisée)
Pour le groupe musical, voir Quatuor.
Quatuor est une série télévisée québécoise d'anthologie en 32 épisodes d'environ 25 minutes diffusée du 22 septembre 1955 au 24 septembre 1959 à la Télévision de Radio-Canada. Chaque histoire se boucle en quatre épisodes.
À l'été 1960, la série revient sous le même concept, mais chacune des quatre histoires se bouclent en trois épisodes, et change donc de titre pour Trio.

## Épisodes

### Épisode 1:Élisabeth
- Synopsis : Le drame d'un homme marié à une femme infirme, qui s’aperçoit un jour qu’il en aime une autre.
- Distribution : Marcelle Lefort (Élizabeth), Jacques Auger (Albert, son mari), J. Adjutor Bourré, Yvette Brind'Amour, Jean-Paul Dugas, Françoise Faucher, Louis-Philippe Hébert, Georges Landreau, Fernande Larivière, Arthur Lefebvre, Yvon Leroux, Philippe Robert
- Scénario : Robert Choquette
- Réalisation : Jean Faucher
- Dates de diffusion : 22-29 septembre, 6-13 octobre 1955

### Épisode 2:Née pour un petit pain
- Synopsis :
- Distribution : Edgar Fruitier, Juliette Huot, Jean-Pierre Masson, Mia Riddez
- Scénario : Robert Choquette
- Réalisation : Jean Faucher
- Dates de diffusion : 20-27 octobre, 3-10 novembre 1955

### Épisode 3:Il était une robe…
- Synopsis :
- Distribution : Roger Garceau, Guy Provost, Jean Saint-Denis, Janine Sutto, Marthe Thiéry
- Scénario : Robert Choquette
- Réalisation : Jean Faucher
- Dates de diffusion : 17-24 novembre, 1er-8 décembre 1955

### Épisode 4:Le Billet doux
- Synopsis :
- Distribution : Suzanne Avon, Roger Florent, Laurette Fournier, Bertrand Gagnon, Roger Garceau, Germaine Lemyre, Ginette Letondal, Jean-Louis Paris, Lucie Ranger
- Scénario : Robert Choquette
- Réalisation : Jean Faucher
- Dates de diffusion : 15-22-29 décembre 1955, 5 janvier 1956

### Épisode 5:La Nuit du carrefour
- Synopsis :
- Distribution : Henri Norbert (Maigret), Paul Dupuis (Carl Andersen), Lise Roy (Greta Anderson), Jacques Godin (Valentin), Jean-Claude Robillard (le brigadier Lucas), Lucille Cousineau, Henry Deyglun, Jan Doat, Christofer Ellis, Paul Gauthier
- Scénario : Robert Choquette d'après le roman de Georges Simenon
- Réalisation : Jean Faucher
- Dates de diffusion : 12-19-26 janvier, 2 février 1956

### Épisode 6:Le Fils du bedeau
- Synopsis :
- Distribution : Marthe Choquette, Pierre Dagenais, Jean Daigle, Robert Gadouas, Blanche Gauthier, Louis-Philippe Hébert, Ernest Loiselle, Doris Lussier, Lucie Poitras
- Scénario : Robert Choquette
- Réalisation : Jean Faucher
- Dates de diffusion : 9-16-23 février, 1er mars 1956

### Épisode 7:Monsieur Gallet, décédé
- Synopsis :
- Distribution : Henri Norbert (Maigret), Andrée Basilières, Gaétan Labrèche, Jean Rafa, Christiane Ranger
- Scénario : Robert Choquette d'après le roman homonyme de Georges Simenon
- Réalisation : Jean Faucher
- Dates de diffusion : 8-15-22-29 mars 1956

### Épisode 8:L'Étrangleur
- Synopsis :
- Distribution : Jacques Auger, Germaine Giroux, Ernest Guimond, François Lavigne, Arthur Lefebvre, Jacques Létourneau, Armand Marion, Jean-Claude Robillard, Percy Rodriguez, Lionel Villeneuve
- Scénario : Robert Choquette
- Réalisation : Jean Faucher
- Dates de diffusion : 5-12-19-26 octobre 1956

### Épisode 9:De fil en aiguille
- Synopsis :
- Distribution : Gaston Dauriac, Denis Drouin, Paul Dupuis, Nini Durand, Yanina Gascon, Fernande Larivière, Hubert Loiselle, Christiane Ranger
- Scénario : Robert Choquette
- Réalisation : Jean Faucher
- Dates de diffusion : 2-9-16-23 novembre 1956

### Épisode 10:La Chaise à pépère
- Synopsis :
- Distribution : Guy Carmel, Roland Chenail, Lucille Cousineau, Rolland D'Amour, José Ledoux, Arthur Lefebvre, Janine Sutto
- Scénario : Robert Choquette
- Réalisation : Jean Faucher
- Dates de diffusion : 30 novembre, 7-14-21 décembre 1956

### Épisode 11:Les Vacances de Maigret
- Synopsis :
- Distribution : Henri Norbert (Maigret), Pierre Boucher, Teddy Burns-Goulet, Marcel Cabay, Roger Garceau, Paul Gauthier, Roger Joubert, Nathalie Naubert, Rose Rey-Duzil
- Scénario : Robert Choquette, d'après le roman de Georges Simenon
- Réalisation : Jean Faucher
- Dates de diffusion : 28 décembre 1956, 4-11-18 janvier 1957

### Épisode 12:Brigitte
- Synopsis :
- Distribution : Mariette Duval (Brigitte), Jean-Paul Dugas, Juliette Huot, Roger Lebel, Mia Riddez
- Scénario : Robert Choquette
- Réalisation : Jean Faucher
- Dates de diffusion : 25 janvier, 1er-8-15 février 1957

### Épisode 13:Un beau brummel
- Synopsis :
- Distribution : Denis Drouin, Guy Hoffmann, Lise Lasalle, Gérard Paradis, Olivette Thibault
- Scénario : Robert Choquette
- Réalisation : Jean Faucher
- Dates de diffusion : 22 février, 1er-8-15 mars 1957

### Épisode 14:Le Voyage à Rome
- Synopsis :
- Distribution : Ovila Légaré, Mimi d'Estée, Blanche Gauthier, Guy Godin, Paul Hébert, François Lavigne, Arthur Lefebvre, Guy Mauffette
- Scénario : Robert Choquette
- Réalisation : Jean Faucher
- Dates de diffusion : 22-29 mars, 5-12 avril 1957

### Épisode 15:Elise Velder
- Synopsis :
- Distribution : Jeanne Quintal (Mina Latour), Rolland D'Amour (J. B. Latour), Gérard Poirier (Marcel Latour); Lucie de Vienne (Madame Velder); Robert Gadouas (Alexis Velder), Michel Noël (Philidor Papineau)
- Scénario : Robert Choquette
- Réalisation : Jean Faucher
- Dates de diffusion : 26 avril, 3-10-17 mai 1957

### Épisode 16:Un homme à la fenêtre
- Synopsis :
- Distribution : Colette Devlin, Jean Lajeunesse, Michèle Derny, Paul Hébert, Mia Riddez
- Scénario : Robert Choquette
- Réalisation : Jean Faucher
- Dates de diffusion : 24-31 mai, 7-14 juin 1957

### Épisode 17:Un roman-savon
- Synopsis : Un garçon coiffeur amoureux hésite à se marier.
- Distribution : Pierre Boucher, Paul Guèvremont, Olivier Guimond, Gaétan Labrèche, Denise Proulx, Gisèle Schmidt
- Scénario : Robert Choquette
- Réalisation : Jean Faucher
- Dates de diffusion : 21-28 juin, 5-12 juillet 1957

### Épisode 18:Dernier Combat
- Synopsis : Sur une base navale durant la seconde guerre mondiale.
- Distribution : Jacques Bessette, François Cartier, Louis Cusson, Jean Doyon, Jacques Galipeau, Roger Garand, Paul Gauthier, Micheline Gérin, Benoît Girard, Paul Hébert, François Lavigne, Monique Lepage, René Ouellet, François Rozet
- Scénario : Maurice Gagnon
- Dates de diffusion : 22-29 octobre, 5-12 novembre 1957

### Épisode 19:La Maison du bord de l'eau
- Synopsis : Enlèvement d'enfant dans une ville de France.
- Distribution : Jacques Auger, Guy Provost, Jean Doyon, Michel Robitaille (Michel Fortin), Thérèse Cadorette (mère de Michel), Pierre Boucher, Monique Chabot, Yvon Dufour, Nini Durand, Jean Fontaine, Marc Olivier, Guy Poucant
- Scénario : Paul Alain
- Réalisation : Jean Faucher
- Dates de diffusion : 19-26 novembre, 3-10 décembre 1957

### Épisode 20:C.Q.F.D.
- Synopsis :
- Distribution : Georges Groulx (Olivier Beaudry), Gisèle Schmidt, Dyne Mousso, Hervé Brousseau, Jean Brousseau, Marie-Louise Holtz, Jean-Louis Paris, Jacques Galipeau, Colette Courtois
- Scénario : Eugène Cloutier, Françoise Loranger
- Réalisation : Maurice Leroux
- Dates de diffusion : 17-24-31 décembre 1957, 7 janvier 1958

### Épisode 21:Studio 43
- Synopsis : Empoisonnement dans un studio de télévision.
- Distribution : Henri Norbert, Gérard Poirier, Diane Giguère, Roger Lebel, Jean-Claude Deret, Albert Millaire, Jacques Létourneau, Bernard Sicotte, Jean Daigle, Madeleine Touchette, Eugène Daigneault, Roger Florent, Bertrand Gagnon, Philippe Robert
- Scénario : Eugène Cloutier
- Réalisation : Jean Faucher
- Décors : Michel Ambrogi
- Costumes : Gilles-André Vaillancourt
- Dates de diffusion : 21-28 janvier, 4-11 février 1958

### Épisode 22:Le Léviathan
- Synopsis : Un avocat honnête gagne ses élections.
- Distribution : Georges Groulx (Bernard Vandois), Yvette Brind'Amour (Clothilde Vandois), Roger Garceau, Andrée Lachapelle, André Cailloux, Marc Olivier, Rolland D'Amour, Roger Lebel, Louise Caron, Hubert Desautels, Jean-Paul Kingsley, Jean Richard, Raymond Royer
- Scénario : Yves Thériault
- Réalisation : Jean Faucher
- Décors : Michel Ambrogi
- Costumes : Richard Lorain
- Dates de diffusion : 18-25 février, 4-11 mars 1958

### Épisode 23:Je vous ai tant aimé
- Scénario : Jovette Bernier et Simon Langlais
- Réalisation : Maurice Leroux
- Dates de diffusion : 18-25 mars, 1er-8 avril 1958

### Épisode 24:La Tenue de soirée est de rigueur
- Synopsis : Un groupe d'adolescents choisissent leur route à la fin de l'été.
- Distribution : Jean-Paul Dugas, Robert Gadouas, Jean-Claude Deret, Andrée Lachapelle, Constance Hogan, Janine Mignolet, François Cartier, Jacques Godin, Janine Fluet
- Scénario : Paul Alain
- Réalisation : Jean Faucher
- Décors : Claude Fortin et Michel Ambrogi
- Costumes : Claudette Picard
- Dates de diffusion : 15-22-29 avril, 6 mai 1958

### Épisode 25:Quand nous serons à la Manouan
- Synopsis : Une paysanne tombe amoureuse d'un indien, et rencontre l'opposition de leur entourage.
- Distribution : Lucille Gauthier (Adélie Ouimet), Aimé Major (Jim Ottawa), Ovila Légaré (père d'Adélie), Lucie Poitras (mère d'Adélie), Albert Millaire (Ronald), Pierre Boucher
- Scénario : Jean-Robert Rémillard[1]
- Réalisation : Jean Faucher
- Dates de diffusion : 13-20-27 mai, 3 juin 1958

### Épisode 26:Le Cheval de Troie
- Synopsis : Napoléon Troie hérite d'un cheval à la suite d'un tirage organisé par une œuvre de charité.
- Distribution : Guy L'Écuyer, (Napoléon Troie), Madeleine Sicotte (Églantine), Jani Pascal, Guy Godin, Yvon Dufour, Colette Courtois, Solange Robert, Marc Favreau, Olivier Guimond, Roger Garand
- Scénario : Yves Thériault
- Réalisation : Denys Gagnon
- Dates de diffusion : 10-17-24 juin, 1er juillet 1958

### Épisode 27:La Mercière assassinée
- Synopsis : Un journaliste canadien enquête sur l'assassinat de la mercière dans un petit village près de Reims en France.
- Distribution : Pierre Boucher (Philippe Floche), Lucie de Vienne (la marquise), Jean-Claude Deret (Achille), Colette Devlin (Vicki, patronne de l'hôtel), Benoît Girard (Jean Rivière, journaliste canadien), Gaétane Laniel (Maria, bonne), Henri Norbert (Olivier, fils de la marquise), Margot Campbell, Phyllis Carter, Gaston Dauriac, Robert Desroches, Henry Deyglun, Denise Proulx, Jean Rafa, Pascal Rollin, Claudine Thibaudeau
- Scénario : Anne Hébert[2]
- Réalisation : Jean Faucher
- Décors : Claude Fortin
- Dates de diffusion : 16-23-30 juillet, 6 août 1958

### Épisode 28:Les Héritiers
- Synopsis : Lorsqu'Émile apprend qu'il a une maladie du cœur, tout se complique pour sa compagnie afin qu'elle passe à la main des héritiers.
- Distribution : Jacques Auger (Émile Pelland), Nini Durand (Huguette Pelland), Guy Provost (Jérôme Pelland), François Lavigne (Maurice Brisson), Monique Chabot, Rolland D'Amour, Roger Lebel, Paul Hébert, Bertrand Gagnon, Michèle Le Hardy, Édouard Woolley, Yvon Leroux, Michel Mailhot
- Scénario : Maurice Gagnon
- Réalisation : Louis-Philippe Beaudouin
- Décors : Michel Ambrogi
- Costumes : Solange Legendre
- Dates de diffusion : 13-20-27 août, 3 septembre 1958

### Épisode 29:Morts sans visage
- Synopsis : Un conflit oppose deux médecins, l'un depuis vingt ans, l'autre jeune et plein de fougue.
- Distribution : François Rozet (Joseph Perron, pathologiste), Gérard Poirier (David Daubonne), Jacques Bilodeau, Pierre Boucher, Margot Campbell, Yvon Dufour, Françoise Faucher, Guy Ferron, Bertrand Gagnon, Jacques Galipeau, Robert Gill, Benoît Girard, François Lavigne, Yves Massicotte, Monique Miller
- Scénario : Claude Jutra, adaptation de No Deadly Medicine d'Arthur Hailey
- Réalisation : Charles Dumas
- Décors : Michel Ambrogi
- Costumes : Claudette Picard
- Dates de diffusion : 23-30 septembre, 7-14 octobre 1958

### Épisode 30:Procès pour meurtre
- Synopsis : Un avocat est aux prises avec un cas de conscience angoissant.
- Distribution : Guy Provost (Me Théberge), Jean-Louis Roux (procureur de la Couronne), Jacques Perrin (l'accusé), Andrée Boucher (Thérère Gagné), Doris Lussier (le regrattier), Claude Régent (l'expert en balistique), François Lavigne (l'expert en écriture), André Foucher (le juge), Gaétan Labrèche (le journaliste), Georges Groulx (inspecteur Beauchamp), Jean Lajeunesse (Pinsonneault), Roger Florent (le greffier), Michelle Juneau (secrétaire de Me Théberge), Roger Lebel
- Scénario : Eugène Cloutier
- Réalisation : Jean Faucher
- Décors : Chaude Fortin
- Costumes : Léopold Hébert
- Dates de diffusion : 1-8-15-22 juillet 1959

### Épisode 31:La Cellule
- Synopsis :
- Distribution : Jean Duceppe, Yves Létourneau, Yolande Roy, François Tassé, Mia Riddez, Louise Rémy, Benoit Girard, Antoinette Giroux, Jean-Louis Millette, Georges Groulx (Oscar)
- Scénario : Marcel Dubé
- Réalisation : Paul Blouin
- Dates de diffusion : 29 juillet, 5-12-19 août 1959

### Épisode 32:La Marque du dieu
- Synopsis :
- Distribution : Marcel Cabay, Bertrand Gagnon, Roger Lebel, Huguette Oligny, Percy Rodriguez, Gisèle Schmidt, Luce Triganne
- Scénario : Yves Thériault
- Réalisation : Louis-Philippe Beaudouin
- Dates de diffusion : 26 août, 2-9-24 septembre 1959

## Trio

### Épisode 1:On ne meurt qu'une fois
- Synopsis :
- Distribution : Denis Drouin (Monsieur Paul), Andrée Lachapelle (Louise), Guy Provost (Goerges), Jean-Louis Roux (Arthur), Marjolaine Hébert (Simone), Yvette Brind'Amour (Lucienne), José Barrio (Carlos) et Jean-Paul Dugas (Jack)
- Scénario : Gilles Sainte-Marie et Hubert Aquin
- Réalisation : Jean Faucher
- Dates de diffusion : 5-12-19 juillet 1960

### Épisode 2:L'Escale
- Synopsis :
- Distribution : Janine Fluet (Sheila Hastings), Bertrand Gagnon (John Hastings), Gérard Poirier (Derek Foulkes), Jacques Godin (Jim Hillier), Paul Hébert (Tom Fenner), André Pagé (Peter Selden), Lionel Villeneuve (Sorley) et Guy Hoffmann (Marc Adam)
- Scénario : Maurice Gagnon
- Réalisation : Louis-Philippe Beaudoin
- Dates de diffusion : 26 juillet, 2-9 août 1960

### Épisode 3:L'Été de la dernière enfance
- Synopsis :
- Distribution : Monique Chabot (Murielle), Albert Millaire (Sébastien), Claude Préfontaine (Jean-Paul), Margot Campbell (Catherine), Rita Imbaud (Henriette), Jean-Pierre Masson (M. Hébert), Françoise Millette (Girty), Mia Riddez (Mme Hébert), Pascal Rollin (Félix), Reynald Rompré (Pascal), Marthe Thiéry (la grand-mère)
- Scénario : Jean-Robert Rémillard
- Réalisation : André Bousquet
- Décors : Peter Flinsch
- Costumes : Solange Legendre
- Dates de diffusion : 14-23-30 août 1960

### Épisode 4:Préméditation
- Synopsis :
- Distribution : Gilles Pelletier (Claude), Jean Duceppe (Julien), Monique Leyrac (Clémence, femme de Julien), Paul Hébert, Monique Aubry, Jacques Zouvi
- Scénario : Eugène Cloutier
- Réalisation : Paul Blouin
- Décors : Claude Jasmin
- Costumes : Jo Bastin
- Dates de diffusion : 6-13-20 septembre 1960